# Región de Leipzig
La Región de Leipzig (en alemán Regierungsbezirk Leipzig) es una de las tres regiones administrativas (Regierungsbezirk) de Sajonia. Su capital es la ciudad de Leipzig.
Limita al oeste, noroeste y norte con el estado de Sajonia-Anhalt, al noreste con el estado de Brandeburgo, al este con la región de Dresde, al sur con la región de Chemnitz y al suroeste con el estado de Turingia.

## Composición de la región
| Distritos (Kreise)                                                                | Ciudades independientes (Kreisfreie Städte) |
| --------------------------------------------------------------------------------- | ------------------------------------------- |
| 1. Delitzsch 2. Döbeln 3. Comarca de Leipzig 4. Valle del Mulde 5. Torgau-Oschatz | 1. Leipzig                                  |